# Gamma Pictoris
Gamma Pictoris (γ Pic) es una estrella de magnitud aparente +4,50, la tercera más brillante de la constelación austral de Pictor, tras α Pictoris y β Pictoris. Se encuentra, de acuerdo a la nueva reducción de los datos de paralaje de Hipparcos, a 177 años luz de distancia del sistema solar.
Gamma Pictoris es una gigante naranja de tipo espectral K1III con una temperatura efectiva de 4550 K.
Su luminosidad es 69 veces mayor que la solar.
Es una de las muchas estrellas del cielo nocturno que, con temperatura y luminosidad similares, fusionan helio en su núcleo interno.
Su diámetro angular, medido de forma indirecta en distintas longitudes de onda y considerando el oscurecimiento de limbo, es de 2,00 ± 0,05 milisegundos de arco; ello permite evaluar su diámetro real, resultando ser éste 12 veces más grande que el diámetro solar.
Sus características físicas son muy similares a Wei (ε Scorpii) o Kaus Borealis (λ Sagittarii); la mayor distancia a la que se encuentra hace que su brillo relativo sea menor que el de estas estrellas.
Por último, cabe señalar que Gamma Pictoris forma parte del denominado «Grupo de Wolf 630», conjunto de estrellas que comparte el mismo movimiento propio a través del espacio. Otros miembros de este grupo son υ Geminorum, R Sculptoris y R Leonis.